# بازه توجه
بازه توجه یا بازه زمانی توجه (به انگلیسی: Attention span)، میزان زمانی است که برای تمرکز روی یک کار پیش از حواس‌پرتی صرف می‌شود. حواس‌پرتی زمانی رخ می‌دهد که توجه به‌طور غیرقابل کنترلی به فعالیت یا احساس دیگری منحرف شود. گفته می‌شود که آموزش توجه بخشی از آموزش است، به‌ویژه در روشی که دانش‌آموزان آموزش می‌یابند تا برای مدت‌های طولانی بر موضوع مورد بحث متمرکز بمانند و مهارت‌های شنیداری و تحلیلی را در این فرایند توسعه دهند.
برای کودکان کمی متفاوت است، کودکان بزرگ‌تر نسبت به کودکان کوچک‌تر توانایی بیشتری برای توجه در دوره‌های طولانی‌تر دارند. میانگین فاصله توجه در هر سن پیش از ۱۸ سالگی به شرح زیر است:
- ۲ سالگی: ۴ تا ۶ دقیقه
- ۴ سالگی: ۸ تا ۱۲ دقیقه
- ۶ سالگی: ۱۲ تا ۱۸ دقیقه
- ۸ سالگی: ۱۶ تا ۲۴ دقیقه
- ۱۰ سالگی: ۲۰ تا ۳۰ دقیقه
- ۱۲ سالگی: ۲۴ تا ۳۶ دقیقه
- ۱۴ سالگی: ۲۸ تا ۴۲ دقیقه
- ۱۶ سالگی: ۳۲ تا ۴۸ دقیقه